# 自由思想家人民党
自由思想家人民党（ドイツ語: Freisinnige Volkspartei、略称FVp）は、帝政期のドイツの自由主義左派政党。1893年にドイツ自由思想家党(DFP)左派により結党された。当初はオイゲン・リヒターの指導下艦隊法や植民地政策に反対したが、1906年のリヒターの死後賛成に転じた。1910年には自由思想家連合やドイツ人民党と合同して進歩人民党(FVP)に改組された。

## 党史

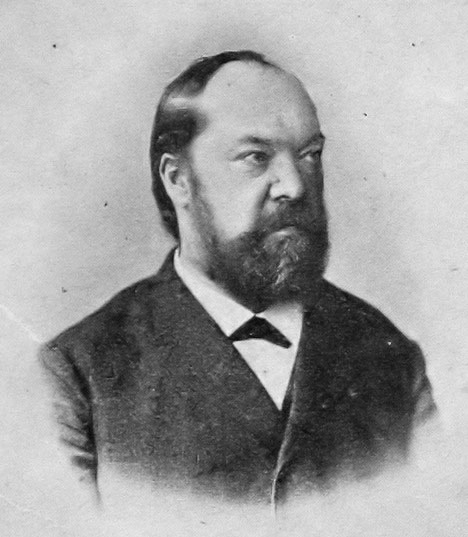
オイゲン・リヒター

1892年末、首相レオ・フォン・カプリヴィは将来予想される二正面作戦に備えた陸軍増強案を帝国議会に提出。中央党や自由主義勢力が受け入れやすいように3年兵役制を2年に、7年制予算も5年に短縮した。しかしこの法案は激しい反発を招き、1893年5月6日に否決されたため、カプリヴィは帝国議会を解散した。この採決の際に自由主義左派政党ドイツ自由思想家党(DFP)は投票が分裂し、党内中道派が法案が賛成する一方、党首オイゲン・リヒターをはじめとする党内左派は法案に反対した。そのため総選挙を前にして党分裂が不可避となり、法案賛成派は自由思想家連合を結成し、法案反対派は自由思想家人民党を結成することになった。この影響で直後の選挙は両党合わせても66議席から37議席に激減した。
その後も自由思想家人民党はリヒターの指導の下に艦隊法や植民地政策などに反対していたが、1906年3月にリヒターが死去すると党の方針は変化し、艦隊法や植民地政策に賛成するようになった。またリヒターは自由思想家連合やドイツ人民党との自由主義左派政党の結集に反対する立場だったが、彼の死去により結集の機運が高まった。
ベルンハルト・フォン・ビューロー首相下の1907年の帝国議会選挙（ドイツ領南西アフリカのコイコイ人（ホッテントット族）の反乱に伴う追加軍事予算の是非を巡って争われ、「ホッテントット選挙」と呼ばれた。植民地政策に賛成する政党が大勝）の後には自由思想家人民党は自由思想家連合やドイツ人民党とともに合同議員団を編成し、少なくとも植民地問題や対外問題においては政府を支持する勢力となった。
議員団合同により三党は急速に接近した。またこれまで自由主義左派は三党に分裂していたために議会外の基盤が弱い弱点があったが、1909年6月には自由主義左派勢力の基盤となるリベラル商工業界利益団体ハンザ同盟が結成された。こうした背景から1910年3月6日には自由主義左派三党が合同して進歩人民党(FVP)を結成することになった。

## 帝国議会選挙の党勢
| 選挙日        | 得票      | 得票率 | 得票順位 | 獲得議席（総議席） | 議席順位 |
| ------------- | --------- | ------ | -------- | ------------------ | -------- |
| 1893年6月15日 | 666,400票 | 8.7%   | 第5党    | 24議席（397議席）  | 第6党    |
| 1898年6月16日 | 558,300票 | 7.2%   | 第5党    | 29議席（397議席）  | 第5党    |
| 1903年6月16日 | 538,200票 | 5.7%   | 第5党    | 21議席（397議席）  | 第5党    |
| 1907年1月25日 | 736,000票 | 6.5%   | 第5党    | 28議席（397議席）  | 第5党    |